# Milano-Vignola 1952
La Milano-Vignola 1952, prima edizione della corsa, si svolse il 10 agosto 1952 su un percorso di 250 km. La vittoria fu appannaggio dell'italiano Antonio Bevilacqua, che completò il percorso in 6h15'00", precedendo i connazionali Angelo Conterno e Alfo Ferrari. Tuttavia questa edizione viene ritenuta valida come edizione non ufficiale della Milano-Modena 1952.

## Ordine d'arrivo (Top 10)
| Pos. | Corridore          | Squadra | Tempo    |
| ---- | ------------------ | ------- | -------- |
| 1    | Antonio Bevilacqua | Benotto | 6h15'00" |
| 2    | Angelo Conterno    | Fréjus  | s.t.     |
| 3    | Alfio Ferrari      | Fréjus  | s.t.     |
| 4    | Nedo Logli         | Welter  | s.t.     |
| 5    | Vincenzo Rossello  | Arbos   | s.t.     |
| 6    | Armando Barducci   | Fréjus  | s.t.     |
| 7    | Nino Defilippis    | Legnano | s.t.     |
| 8    | Luigi Casola       | Atala   | s.t.     |
| 9    | Luciano Chiti      | -       | s.t.     |
| 10   | Ennio Odino        | Bianchi | s.t.     |